# Canal Colón
El canal Colón (en inglés: Smylie Channel) es un estrecho en las islas Malvinas que separa el suroeste de la isla Gran Malvina y la isla San José, conectando la bahía San Julián con el océano Atlántico. Aquí se encuentral la punta Correntosa (en San José), el cabo Sarmiento, la isla Dyke, el puerto Austral y la caleta pingüino. Debe su nombre a Cristóbal Colón.